# Manjarivolo mirabilis
Manjarivolo mirabilis är en skalbaggsart som beskrevs av Renaud Maurice Adrien Paulian 1976. Manjarivolo mirabilis ingår i släktet Manjarivolo och familjen Aulonocnemidae. Inga underarter finns listade i Catalogue of Life.